# Vuelta Independencia Nacional 2017
La 38ª edición de la Vuelta Independencia Nacional se corrió entre el 26 y el 5 de marzo de 2017. El recorrido consistió de un total de 8 etapas sobre una distancia total de 1034 km.
La carrera formó parte del circuito UCI America Tour 2017 dentro de la categoría 2.2 y fue ganada por tercera vez por el ciclista dominicano Ismael Sánchez del equipo Aero Cycling Team, quién con este triunfo se convierte en el mayor vencedor de la carrera.

## Equipos participantes
Tomaron la partida un total de 20 equipos, de los cuales 2 fueron de Continental, 2 Selecciones nacionales y 16 equipos aficionados, quienes conformaron un pelotón de 143 ciclistas de los cuales terminaron 107.
| Equipos continentales (2)- Inteja-Dominican - Movistar Team Ecuador Equipos nacionales (2)- Rusia - Suiza Equipos regionales y de clubes (16)- Aero Cycling Team - Asocisa - Asocipe-Moca - La Vega Osborne - Fenix Hg Shop - JB Ropa Deportiva - CRCA-Foundation - Amo Táchira-Concafé - Vélo Passion Caraïbe - Team Cama CCD - Team Novo Nordisk Development - Global Cycling Team - Team Erdinger Alkoholfrei - Southern Crescent Cycling - Herbalife 24 Natures Bakery - Nuevo León-Orven |
| |

## Etapas
| Etapa     | Fecha     | Recorrido                                                               | type                     | Distancia (km) | Ganador               | Líder                     |
| --------- | --------- | ----------------------------------------------------------------------- | ------------------------ | -------------- | --------------------- | ------------------------- |
| 1.ª etapa | 26 de feb | Parque Mirador Sur - Santo Domingo – Parque Mirador Sur - Santo Domingo | contrarreloj por equipos | 20             | Aero Cycling Team     | Wellington Capellan       |
| 2.ª etapa | 27 de feb | Villa Altagracia – Villa Altagracia                                     | etapa llana              | 138            | Albert Torres Barceló | Norlandy Tavera           |
| 3.ª etapa | 28 de feb | San Cristóbal – San Juan                                                | etapa escarpada          | 163            | Rolly Weaver          | Augusto Sánchez Beriguete |
| 4.ª etapa | 1 de mar  | Santo Domingo – El Seibo                                                | etapa de media montaña   | 173            | Kevin Sepúlveda       | Kevin Sepúlveda           |
| 5.ª etapa | 2 de mar  | Santo Domingo – Samaná                                                  | etapa escarpada          | 191            | Ludovic Turpin        | Ismael Sánchez            |
| 6.ª etapa | 3 de mar  | Samaná – San Francisco de Macorís                                       | etapa escarpada          | 118            | Alberto Ramos         | Ismael Sánchez            |
| 7.ª etapa | 4 de mar  | Moca – Constanza, República Dominicana                                  | etapa de media montaña   | 131            | Ismael Sánchez        | Ismael Sánchez            |
| 8.ª etapa | 5 de mar  | Santo Domingo – Santo Domingo                                           | etapa llana              | 100            | Fernando Briceño      | Ismael Sánchez            |

## Clasificaciones
Las clasificaciones finalizaron de la siguiente forma:

### Clasificación general
| \| Clasificación general \| Clasificación general \| Clasificación general \| Clasificación general \| Clasificación general \| \| Ciclista \| Ciclista \| Equipo \| Tiempo \| \| \| --------------------- \| --------------------- \| --------------------- \| --------------------- \| --------------------- \| \| 1.º \| Ismael Sánchez \| Aero Cycling Team \| 26 h 05 min 36 s \| \| \| 2.º \| Adderlyn Cruz \| Aero Cycling Team \| + 1 min 55 s \| \| \| 3.º \| Anderson Paredes \| JB Ropa Deportiva \| + 2 min 54 s \| \| \| 4.º \| Jorge Abreu \| Amo Táchira-Concafé \| + 3 min 01 s \| \| \| 5.º \| Kevin Sepúlveda \| JB Ropa Deportiva \| + 3 min 01 s \| \| \| 6.º \| Byron Guamá \| Movistar Team Ecuador \| + 4 min 55 s \| \| \| 7.º \| Gabriel Mendoza \| \| + 7 min 30 s \| \| \| 8.º \| Miguel Luis Álvarez \| Nuevo León-Orven \| + 8 min 22 s \| \| \| 9.º \| Boris Carène \| Team Cama CCD \| + 8 min 37 s \| \| \| 10.º \| Wilson Haro \| Movistar Team Ecuador \| + 11 min 08 s \| \| |                     |                       |                  |
| |                     |                       |                  |
| |                     |                       |                  |
| Clasificación general |                     |                       |                  |
| Ciclista | Ciclista            | Equipo                | Tiempo           |
| 1.º | Ismael Sánchez      | Aero Cycling Team     | 26 h 05 min 36 s |
| 2.º | Adderlyn Cruz       | Aero Cycling Team     | + 1 min 55 s     |
| 3.º | Anderson Paredes    | JB Ropa Deportiva     | + 2 min 54 s     |
| 4.º | Jorge Abreu         | Amo Táchira-Concafé   | + 3 min 01 s     |
| 5.º | Kevin Sepúlveda     | JB Ropa Deportiva     | + 3 min 01 s     |
| 6.º | Byron Guamá         | Movistar Team Ecuador | + 4 min 55 s     |
| 7.º | Gabriel Mendoza     |                       | + 7 min 30 s     |
| 8.º | Miguel Luis Álvarez | Nuevo León-Orven      | + 8 min 22 s     |
| 9.º | Boris Carène        | Team Cama CCD         | + 8 min 37 s     |
| 10.º | Wilson Haro         | Movistar Team Ecuador | + 11 min 08 s    |

### Clasificación por puntos
| Clasificación por puntos | Clasificación por puntos | Clasificación por puntos      | Clasificación por puntos | Clasificación por puntos |
| Ciclista                 | Ciclista                 | Equipo                        | Puntos                   |                          |
| ------------------------ | ------------------------ | ----------------------------- | ------------------------ | ------------------------ |
| 1.º                      | Albert Torres Barceló    | Inteja-Dominican cycling team | 81 pts                   |                          |
| 2.º                      | Jorge Abreu              | Amo Táchira-Concafé           | 62 pts                   |                          |
| 3.º                      | Anderson Paredes         | JB Ropa Deportiva             | 55 pts                   |                          |
| 4.º                      | Miguel Ubeto             | Team Cama CCD                 | 54 pts                   |                          |
| 5.º                      | Ismael Sánchez           | Aero Cycling Team             | 53 pts                   |                          |

### Clasificación de las metas volantes
| Clasificación de las metas volantes | Clasificación de las metas volantes | Clasificación de las metas volantes | Clasificación de las metas volantes | Clasificación de las metas volantes |
| Ciclista                            | Ciclista                            | Equipo                              | Puntos                              |                                     |
| ----------------------------------- | ----------------------------------- | ----------------------------------- | ----------------------------------- | ----------------------------------- |
| 1.º                                 | Xavier Nieves                       | Asocisa                             | 18 pts                              |                                     |
| 2.º                                 | Fernando Briceño                    | JB Ropa Deportiva                   | 17 pts                              |                                     |
| 3.º                                 | César Vaquera                       | Nuevo León-Orven                    | 8 pts                               |                                     |
| 4.º                                 | Norlandy Tavera                     | Aero Cycling Team                   | 7 pts                               |                                     |
| 5.º                                 | Diego Milán                         | Inteja-Dominican cycling team       | 7 pts                               |                                     |

### Clasificación de la montaña
| Clasificación de la montaña | Clasificación de la montaña | Clasificación de la montaña | Clasificación de la montaña | Clasificación de la montaña |
| Ciclista                    | Ciclista                    | Equipo                      | Puntos                      |                             |
| --------------------------- | --------------------------- | --------------------------- | --------------------------- | --------------------------- |
| 1.º                         | Jorge Abreu                 | Amo Táchira-Concafé         | 42 pts                      |                             |
| 2.º                         | Adderlyn Cruz               | Aero Cycling Team           | 39 pts                      |                             |
| 3.º                         | Kevin Sepúlveda             | JB Ropa Deportiva           | 31 pts                      |                             |
| 4.º                         | Ismael Sánchez              | Aero Cycling Team           | 28 pts                      |                             |
| 5.º                         | Wilson Haro                 | Movistar Team Ecuador       | 16 pts                      |                             |

### Clasificación del mejor joven
| Clasificación del mejor joven | Clasificación del mejor joven | Clasificación del mejor joven | Clasificación del mejor joven | Clasificación del mejor joven |
| Ciclista                      | Ciclista                      | Equipo                        | Tiempo                        |                               |
| ----------------------------- | ----------------------------- | ----------------------------- | ----------------------------- | ----------------------------- |
| 1.º                           | Anderson Paredes              | JB Ropa Deportiva             | 26 h 08 min 30 s              |                               |
| 2.º                           | Gabriel Mendoza               |                               | + 4 min 36 s                  |                               |
| 3.º                           | Wilson Haro                   | Movistar Team Ecuador         | + 8 min 14 s                  |                               |
| 4.º                           | Jefferson Cepeda              | Movistar Team Ecuador         | + 28 min 32 s                 |                               |
| 5.º                           | Wellington Capellan           | Aero Cycling Team             | + 49 min 25 s                 |                               |

### Clasificación por equipos
| Clasificación por equipos | Clasificación por equipos | Clasificación por equipos | Clasificación por equipos |
| Equipo                    | Equipo                    | Tiempo                    |                           |
| ------------------------- | ------------------------- | ------------------------- | ------------------------- |
| 1.º                       | JB Ropa Deportiva         | 77 h 40 min 56 s          |                           |
| 2.º                       | Amo Táchira-Concafé       | + 7 min 03 s              |                           |
| 3.º                       | Movistar Team Ecuador     | + 10 min 41 s             |                           |
| 4.º                       | Aero Cycling Team         | + 16 min 02 s             |                           |
| 5.º                       | Inteja-Dominican          | + 33 min 41 s             |                           |